# Central de Artesanato do Ceará
A Central de Artesanato do Ceará (CeArt) é um mercado de Fortaleza que comercializa o artesanato produzido no Ceará.
Surgiu em 1979 pelas mãos de Luiza Távora, então primeira-dama do estado, como ação governamental para fomentar, desenvolver e organizar o artesanato cearense.
A primeira sede do Ceart, projetada pelas arquitetas Melânia Cartaxo, Nélia Romero, com consultoria do arquiteto Roberto Castelo, utilizava troncos de carnaúba em sua estrutura. No entanto, a construção se desgastou com o tempo e um novo projeto teve que ser erguido no local. A nova Central foi inaugurada em março de 1992.
Em 2006, o total de artesãos cadastrados chegou a quase 35 mil
Atualmente o órgão é vinculado à Secretaria de Trabalho e Desenvolvimento Social. Além de funcionar como mercado, a Central oferece cursos de capacitação para artesãos, promove ações para levar suas obras a outros mercados e abriga exposições.